# Michaił Faworow
Michaił Olegowicz Faworow (ros. Михаил Олегович Фаворов; ang. Michael O. Favorov) – rosyjski lekarz, profesor nauk medycznych, specjalista w zakresie epidemiologii mieszkający w USA.

## Życiorys
W 1975 ukończył studia na Wydziale Leczniczym Instytutu Medyczno-Stomatologicznego w Moskwie. Potem pracował jako lekarz w szpitalu, a w 1978 został pracownikiem naukowym Instytutu Wirusologii im. Iwanowskiego. W latach 2008–2014 był zastępcą dyrektora Międzynarodowego Instytutu ds. Szczepionek. Od roku 2018 pełni funkcję prezydenta firmy DiaPrep System Inc. w Atlancie.